# Pfarrkirche Abstetten

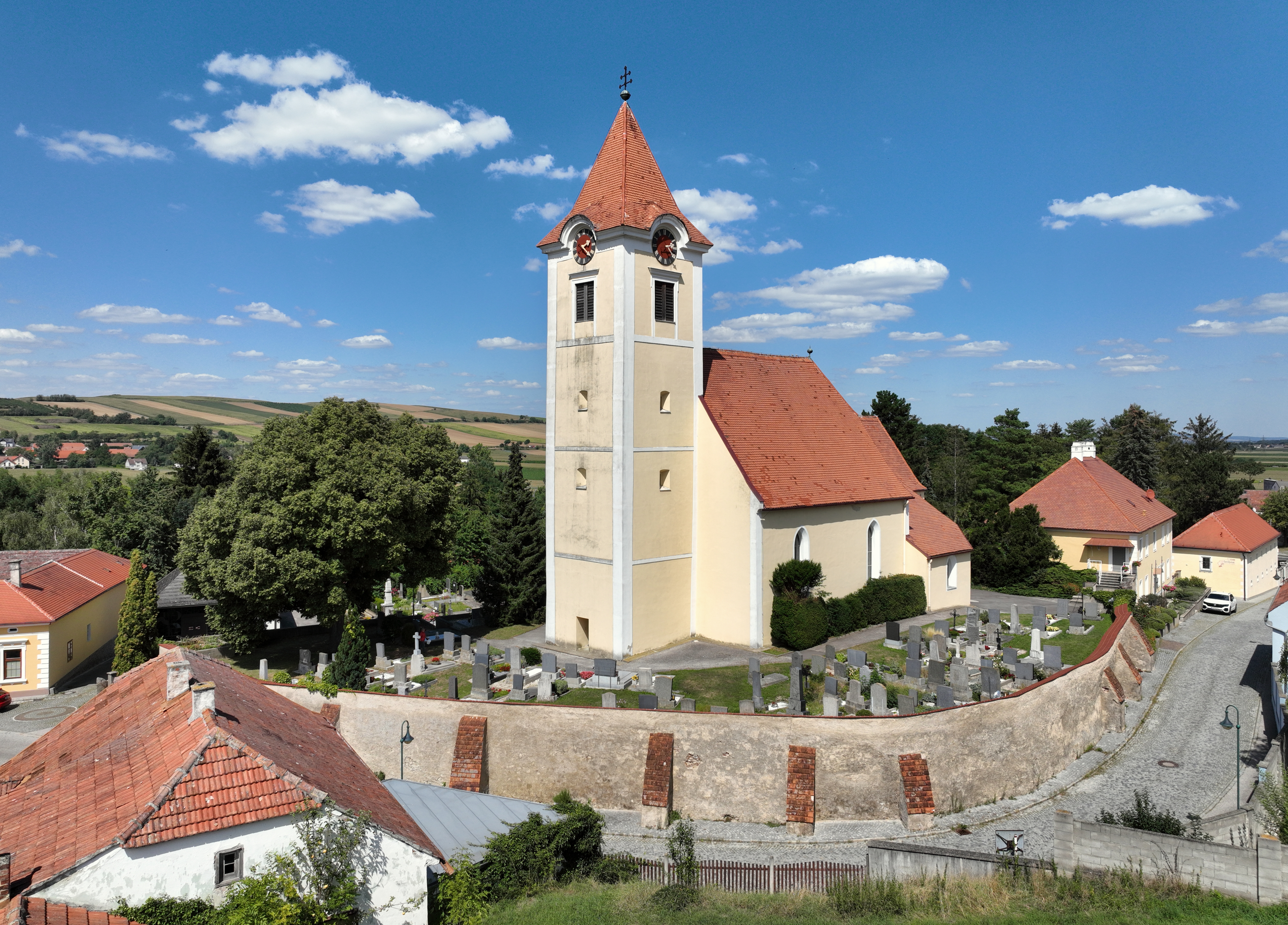
Kath. Pfarrkirche hl. Martin im Abstetten

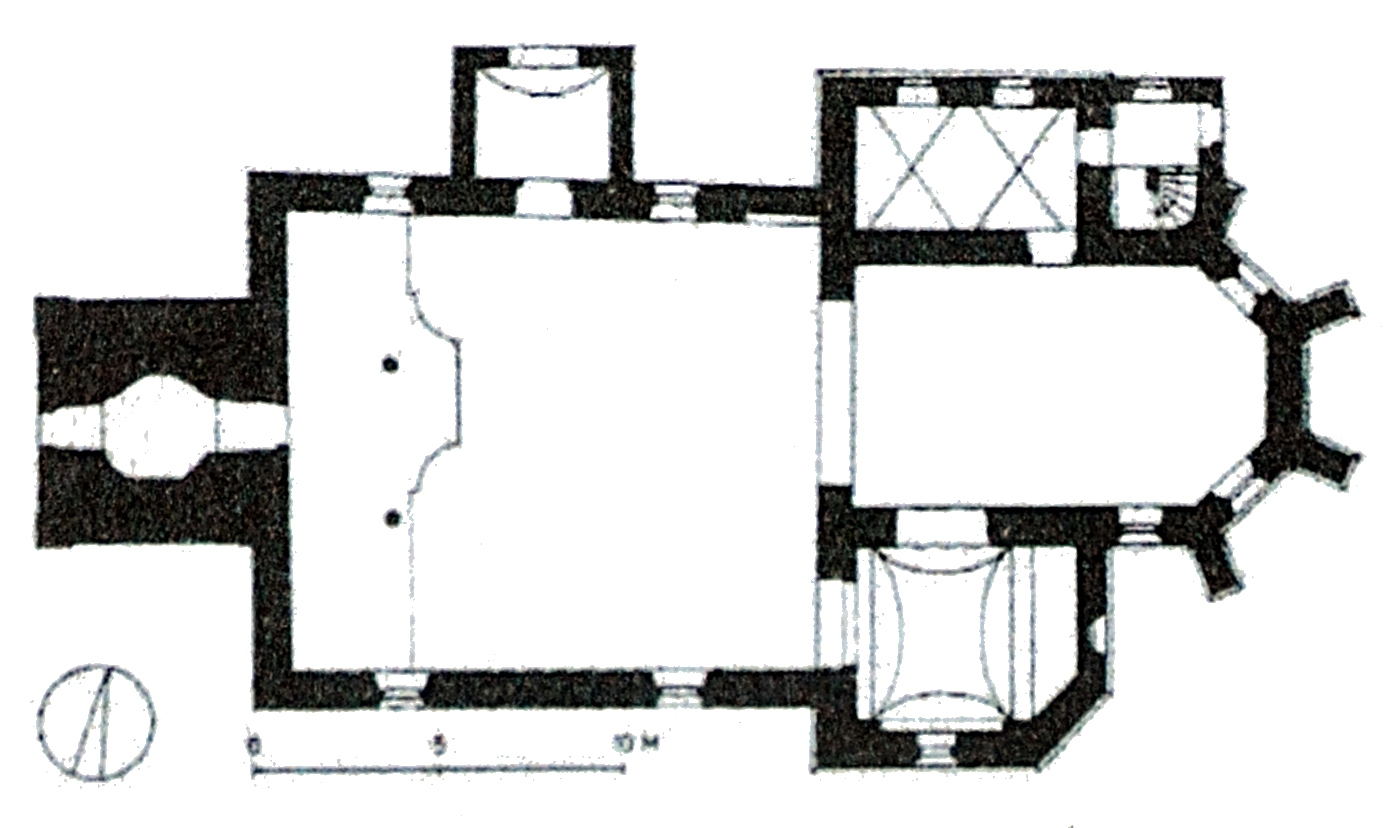
Grundrissdarstellung

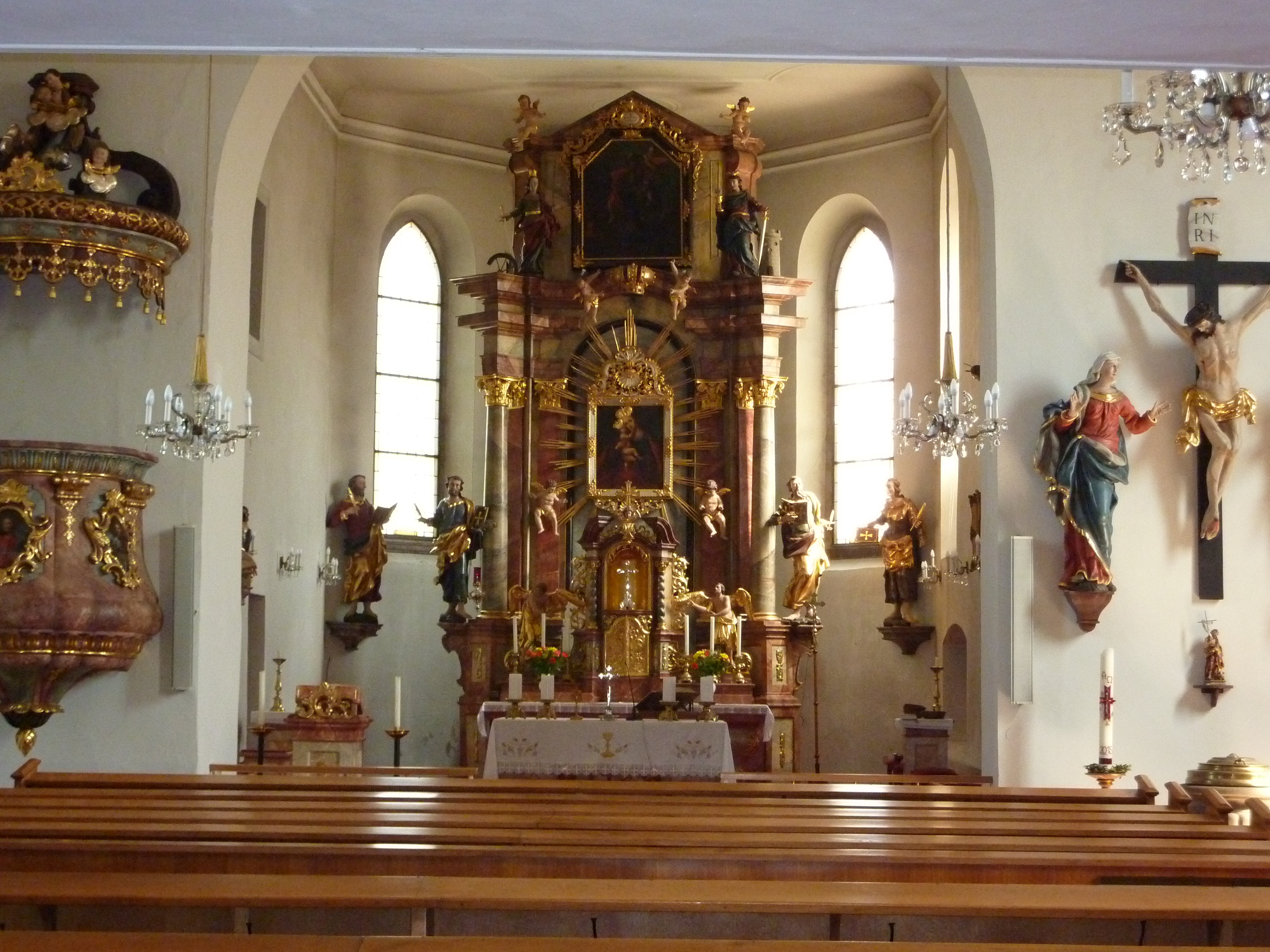
Vom Langhaus zum Chor

Die römisch-katholische Pfarrkirche Abstetten steht erhöht mittig im Ort Abstetten in der Marktgemeinde Sieghartskirchen im Bezirk Tulln in Niederösterreich. Die dem heiligen Martin geweihte Kirche gehört zum Dekanat Tulln in der Diözese St. Pölten. Das Kirchengebäude steht unter Denkmalschutz (Listeneintrag).

## Geschichte
1131 wurde urkundlich eine Pfarre genannt. Die Kirche wurde 1590 bei einem Erdbeben stark beschädigt und 1595/1596 wiederaufgebaut. 1645 wurde die Kirche als Vikariat von Tulln genannt. 1901 wurde die Kirche zur Pfarrkirche erhoben. 1968 war eine Restaurierung, der Turm wurde teils abgetragen und neu aufgebaut und das Dach und die Fenster erneuert.
- Paul Kölbl#Bauverständiger in der Pfarrkirche hl. Martin in Abstetten

## Architektur
Die Kirche steht erhöht mittig im Ort mit einem Friedhof mit einer Böschungsmauer umgeben. Die barockisierte gotische Kirche hat einen mächtigen – weithin sichtbaren – Turm.

## Ausstattung
Der Hochaltar aus der Mitte des 18. Jahrhunderts mit einem dreizonigen Aufbau mit schräg gestellten Säulen hat ein reich profiliertes ausladendes Gesims und einen Aufsatz mit einem Dreiecksgiebel. Das fehlende Altarblatt in einem Rokoko-Strahlenkranzrahmen mit Putten wurde mit einer Kopie des Bildes Mariahilf nach Lukas Cranach ersetzt.
Die Orgel aus 1885 mit 10 Registern baute Franz Strommer (1885).